# Површко
Површко (умро 1364) је био српски кастелан који је шездесетих година 14. века управљао Будвом као самосталан владар. Погинуо је у опсади Будве од стране Которана 1364. године. 

## Рат Дубровника и Војислава Војиновића
Рат Војислава Војиновића и Дубровачке републике поделио је српске приморске градове на противнике и савезнике Дубровника. Будва је пре избијања рата била у сукобу са Дубровачком републиком. Налазила се под влашћу српског патријарха. Маја 1360. године закључен је мир. Будва се одрекла права држања барке на мору. Мир је потврђен и од стране патријарха Саве. Мир је склопљен посредовањем зетског митрополита који је столовао у манастиру Арханђела Михаила на Которској Превлаци, недалеко од Будве. Од 1360. године између Дубровника и Будве су пријатељски односи.
Патријарха у Будви, као и царицу Јелену у Улцињу и другим градовима, постепено потискују Балшићи који свој брзи успон доживљавају око 1360. године. Површко се као господар Будве први пут помиње у другој половини 1361. године у дубровачким документима. Балшићи нису успели да се чврсто учврсте у Будви коју им је преотео кастелан. Он је био у добрим односима са Дубровником. Постао је и дубровачки грађанин. У граду је имао своју кућу, а у рату је учествовао против Војиновића. Око Будве су се отимали Војислав Војиновић, Балшићи и Которани, што је искористио Површко. Дубровчани су помагали Површка да се учврсти на власти достављајући му намирнице, оружје, а обећавали су и помоћ у људству. Површко је Дубровчанима изручио Џиву Бућу. Дубровчани узимају Површка у заштиту на крају рата. Шаљу галију по господара Будве која је требало да га превезе у Оногошт. Површко је учествовао у мировним преговорима. 

## Савез са Балшићима
Посланици Површка су се априла 1363. године, заједно са посланицима Ђурђа Балшића, Карла Топије и Блажа Матаренга, нашли у Дубровнику ради преговора о облашћу Река (предели између Бојане и Војуше). Дубровачка општина је као неутрална страна била посредник у преговорима. Површко у наредном периоду ступа у савез са Балшићима. Балшићи су већ следеће, 1364. године, заратили са Карлом Топијом. Блаж Матаренго се држао по страни. Пријатељство са Балшићима Површко је платио главом. Которани су опсели Будву. Приликом опсаде је страдао кастелан. Крајем новембра 1364. године Дубровчани шаљу галију која је прихватила мајку, жену и сина покојног Површка. Балши је том приликом заповедник галије изразио саучешће због двоструког губитка: брат Ђурађ му је био заробљен, са Површко, његов "servidor" убијен. Ово је једини директни податак који говори о Површковој потчињености Балшићима. Изгледа да им се приклонио пред крај живота. Будва је после убиства Површка припала Балшићима. Површков непосредни наследник био је Никола Сакат.